# Ausztrál Háborús Emlékanyaggyűjtő Alakulat
Az Ausztrál Háborús Emlékanyaggyűjtő Alakulat egy ausztrál katonai egység volt az I. világháború során, feladatuk az Ausztráliával kapcsolatos háborús iratok és tárgyak összegyűjtése és megőrzése. A szakasz 1917. május 16-án alakult John Treloar százados parancsnoksága alatt; végül az egység létszáma katonai és civil személyekkel 600-ra bővült. Több mint 25 000 tárgyat, valamint papír alapú emléket, fényképet, műalkotást gyűjtöttek össze. Az ő gyűjteményük alapján alakult meg 1919-ben az Ausztrál Háborús Emlékhely, az ezt követő évben Treloart nevezték ki az igazgatójának. Mint ilyen, az Ausztrál Háborús Emlékanyaggyűjtő Regiment az emlékművek szülőszervezetének tekinthető. 

## Fordítás
Ez a szócikk részben vagy egészben  az   Australian War Records Section című angol Wikipédia-szócikk ezen változatának fordításán alapul.  Az eredeti cikk szerkesztőit annak laptörténete sorolja fel. Ez a jelzés csupán a megfogalmazás eredetét és a szerzői jogokat jelzi, nem szolgál a cikkben szereplő információk forrásmegjelöléseként.